# Glíter

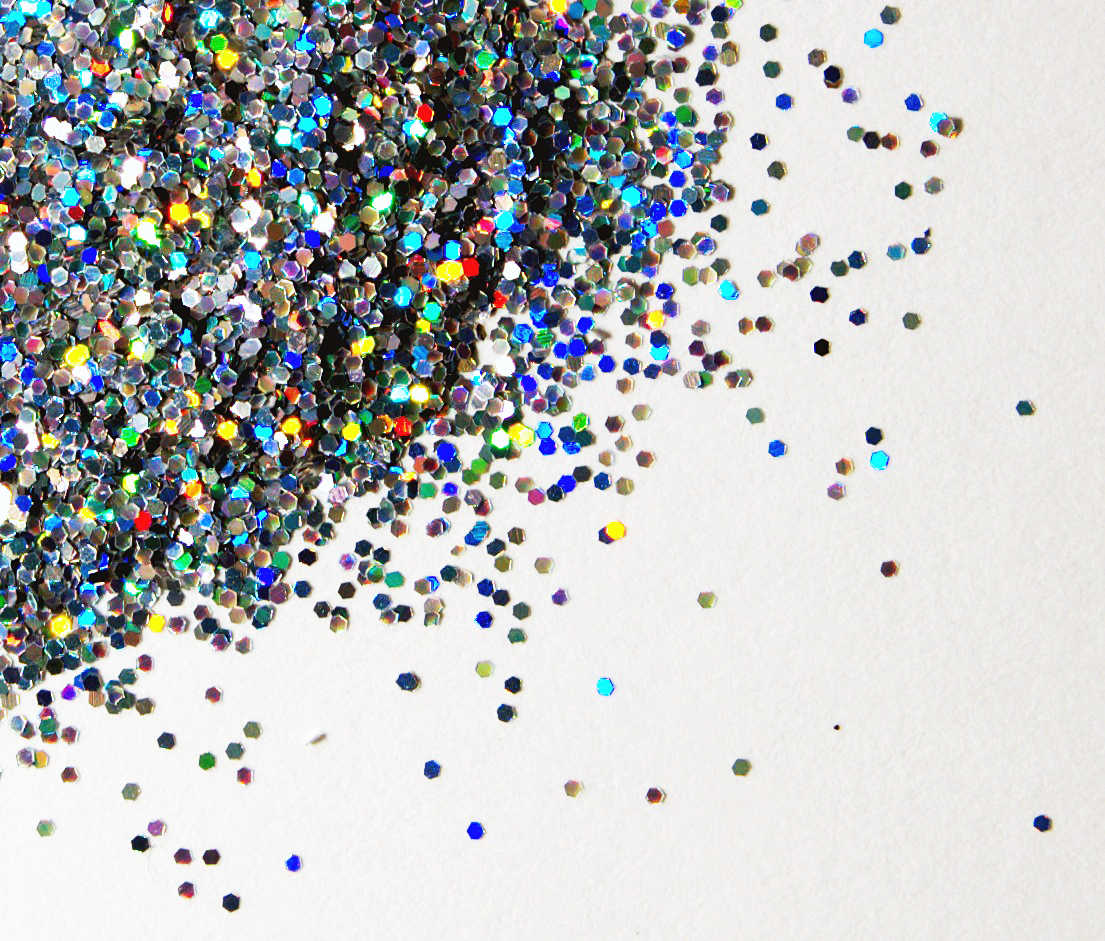
Amostra de glíter.

Glíter  ou purpurina é uma variedade muito pequena (cerca de 1 mm²) de pedaços de plásticos copolímeros, folhas de alumínio, dióxido de titânio, óxidos de ferro, oxicloreto de bismuto ou outros materiais pintados em metálico, cores néon e cores iridescentes para refletir a luz em um espectro de espumantes. Glíter é normalmente vendido e armazenado em pequenos depósitos semelhante a saleiros, que têm aberturas que controlam o fluxo de glíter, podendo conter uma ou várias cores. Ele é permanentemente aplicado com cola forte, ou temporariamente aplicado com outros materiais pegajosos, como maquiagem. Não deve ser confundido com confetes, que contém pedaços maiores, e também não deve ser confundido com lantejoulas, que são maiores.
O Glíter é usado em projetos de artesanato, especialmente para as crianças, por causa dos efeitos brilhantes que pode ser conseguido com relativa facilidade. Glíter é usado como elemento de decoração, e pode ser adicionado às borrachas e plásticos. Também é frequentemente usado em produtos cosméticos, como brilho Labial e sombra. Cosméticos brilhantes são populares entre os jovens, mas também são usados pelos adultos. 
A palavra "glíter" é usada frequentemente para se referir eufemisticamente ao glamour brilhante, mas superficial. A partir deste significado vem o termo "glitterati" para se referir a estrelas pop e socialites. Hoje em dia os Patrimônios do Samba adotaram o Glíter como a sua marca registrada. A palavra é derivada de "glitter" e "literati".